# Johann Gottfried Kneschke
Johann Gottfried Kneschke (* 2. Dezember 1766 in Zittau; † 15. Mai 1825 ebenda) war ein deutscher Lehrer.

## Leben
Johann Gottfried Kneschke wurde als Sohn des Seifensieders Johann Gottfried Kneschke und dessen Ehefrau Christiana Rosina (* März 1737 in Zittau; † 9. November 1805 ebenda), eine Tochter des Schönfärbers Johann Christian Gutbier (1698–1747), geboren.
Er begann 1773 seinen Schulbesuch am Gymnasium zu Zittau und beendete dieses 1787, seine Lehrer waren Adolf Gottfried Gerlach, Christian Gottlieb Hübner, Benjamin Spitzig, Kantor Karl Friedrich Gössel (1724–1793), Johann Samuel Jary (1735–1792), Subrektor Christian Frühauf (1713–1779), Heinrich August Richter, Karl Heinrich Sintenis (1744–1816), Gottfried Romanus Steinhäußer und Hoffmann; in dieser Zeit erfuhr er eine besondere Förderung durch den Konrektor Johann Christian Müller, der ihn bei seinem Wunsch zu studieren unterstützte. Weil er aus armen Verhältnissen kam, ersparte er sich notwendige Kapital für das Studium, indem er Unterricht im Haus des Scabinus (Schöffen) und späteren Stadtrichters Stremel gab und als Sänger in der Dreifaltigkeitskirche sang; hinzu kam noch ein dreijähriges Stipendium einer Stiftung des Freiherrn Rudolph Ferdinand von Sylverstein und Pilnickau (1628–1720).
1787 begann er sein Studium an der Universität Leipzig und besuchte die Vorlesungen in Theologie bei Johann Friedrich Burscher, Samuel Friedrich Nathanael Morus, Johann August Dathe, Karl August Gottlieb Keil und Johann Georg Rosenmüller sowie die Vorlesungen in Philologie bei Johann August Ernesti, Friedrich Wolfgang Reiz und Christian Daniel Beck. Zum Ende des Studiums erhielt er für seine Abhandlung de interna religionis christianae indole, perpetuam illius durationem praestante die Magisterwürde.
Von 1790 bis 1792 war er als Hauslehrer beim Stadtrichter Johann Christian Seyfert und Kandidat des Predigeramtes in Zittau tätig, wurde 1792 Subrektor am Gymnasium zu Zittau und 1802 zusätzlich Bibliothekar der Ratsbibliothek sowie 1803 Konrektor. Nach seinem Tod wurde Ferdinand Heinrich Lachmann sein Nachfolger.
Johann Gottfried Kneschke war seit dem 29. Januar 1793 in erster Ehe verheiratet mit Juliana Therese (* 11. März 1771 in Gera; † 11. November 1802 in Zittau), eine Tochter des Karl Gottlieb Kühn (1741–1813), gemeinsam hatten sie zwei Söhne:
- Karl Eduard Kneschke (* 27. Oktober 1794; † unbekannt); Collaborator am Gymnasium zu Zittau;
- Ernst Heinrich Kneschke (* 27. August 1798 in Zittau; † 2. Dezember 1869 in Leipzig), Augenarzt und Heraldiker.

In zweiter Ehe war er seit dem 21. Juni 1803 mit Christiana Juliana (* 10. Januar 1767 in Zittau; † 12. Dezember 1827 ebenda), eine Tochter des Arztes Dr. med. Karl Christian Acoluth (1728–1776), verheiratet.
Johann Gottfried Kneschke wurde auf dem Friedhof St. Petri u. Pauli in Zittau bestattet.

## Mitgliedschaften
Er war Mitglied der Oberlausitzischen Gesellschaft der Wissenschaften.

## Veröffentlichungen (Auswahl)
- Lezte Stunden und Leichenbegängniß Friedrichs des Zweiten Königs von Preussen. Potsdam Horvath 1786.
- Commentatio peculiaris cujusdam societatis cum Gymnasii nostri alumnis constituendae, cujus propositum in eo cernitur, ut ingenia psorum libris legendis contineantur, patrio sermone scriptis. Zittau 1792
- Memoriam Seligmannianam D. XIIX. Septembris ANNI MDCCXCII In Auditorio Superiori Recolendam. Zittaviae: Ex Officina Frankiana, 1792.
- Ermahnungsrede am 1. Communiontage 1798. Zittau, 1798.
- De Eximia Ratione, Quam In Formando Ioecheri Lipsiensis Ingenio Iniit Coniuncta Et Parentum Et Scholae Magistrorum Cura / Com. 2, Ad Orationem Memoriae Winklerianae Sacram Futuro Martis Die Hora IIX Ante Meridiem A Se Habendam Humanissime Invitat M. Ioannes Godofredus Kneschke Gymnasii Subrector. Zittauiae: Frank, 1798.
- Der Schullehrer lebt nach seinem Tode auch noch in seinen Schülern fort: Diese Wahrheit wurde bei der Beerdigung Herrn Carl Friedrich Goessel, Cantoris u. Collegae IV bey dem hiesigen Gymnasio den 11. März 1793 betrachtet. Zittau, daselbst gedruckt bey Gottlieb Beniamin Franke 1793.
- Quid spectavit Socrates in sermone cum Theodota meretrice habito? Zittaviae, 1800.
- De aetatis nostrae ingenio ludis literariis maxime contrario. Zittaviae, 1801.
- Ad orationem memoriae Winklerianae sacram die 3. Maii 1803. Zittau: Frank, 1803.
- De flore scholarum recto dijudicando. Zittaviae, 1803.
- De optima juvenes jurisprudentiae studiosos ad academiam praeparandi ratione. Zittaviae, 1803.
- De rationibus, quibus permotus Georgius Barbatus animum induit Luthero infensissimum. Zittaviae, 1806.
- Memoriam Winklerianam 17. Juni 1806. Zittau: Frank, 1806.
- Johann Gottfried Kneschke; Gottlob Friedrich Seligmann: Ad orationem memoriae Gottlob Friderici Seligmannianae. Zittau: Frank, 1806.
- Diploma, quo Christianus Keimannus laurea poetica est ornatus, ex archetypo, quod in bibliotheca senatoria asservatur. Zittaviae: Franke, 1808.
- Commentatio de Olympia Fulvia Morata. 1. Ad Augusti Iusti cancellarii olim Martisburgensis anniversaria die 19. Julii 1808 hora 8 matutina concelebranda invitat. Zittaviae, 1808.
- Ad orationem memoriae Reilmannianam. Zittaviae, 1808.
- De Olympia Fulvia Morata. Zittaviae: Frank, 1809.
- Geschichte und Merkwürdigkeiten der Rathsbibliothek in Zittau. Zittau, J.D. Schöps, 1811.
- De auctore libelli: Monarchia solipsorum. Zittaviae, 1811.
- Johann Gottfried Kneschke; August Just: De auctore libelli: Monarchia solipsorum. Zittaviae, 1811.
- Johann Gottfried Kneschke; Christian Keimann: Memoriam Keimannianam D. XVIII Junii Anni MDCCCXI : hora IIX. in auditorio superiori recolendam. Zittaviae: Franke, 1811.
- Adami Erdanni Miri, gymnasii Zittaviensis quondam conrectoris memoria. Zittaviae, 1812.
- De turbis Paccianis. Zittaviae, 1814.
- De D. Michaele Masco. Zittaviae, 1815.
- Johann Gottfried Kneschke; Karl Heinrich Gottfried Lommatzsch: Propempticon, viro plurimum reverendo M. Carolo Henrico Godofredo Lommatzsch Dresdam abeunti. Zittaviae: Seyfert, 1816.
- Rede bey der Vorfeyer des dritten Reformations-Jubelfestes am 30. October 1817 im obersten Hörsaale des Zittauischen Gymnasiums gehalten. Zittau: Schöps, 1817.
- De religione christiana, a sexu muliebri per connubia propagata commentatio 1-11. Zittau 1817–24.
- Carmen, Friderici Augusti Regimini Semiseculari. Zittaviae: Seyfert, 1818.
- Johann Maaß; Johann Gottfried Kneschke: Beobachtungen bey meinem Aufenthalt in der Oberlausitz und auf einer Reise über Dresden nach Wittenberg: im Jahre 1818. Görlitz: Verf., 1819.
- Serenissimo Saxoniae principi Friderico Augusto, die 11. Januarii 1823 Zittaviam invisenti pietatem suam hoc carmibne testan volint Gymnasium Zittaviense. Zittaviae, 1823.